# Теситура
Теситура на глас или инструмент е съвкупността от тонове изпълними с лекота от най-ниските до най-високите от музикант, певец или инструменталист в рамките на съответния диапазон. Наред с тембъра определя класифирилането на отделните гласове и инструменти. Съществуват високи, средни и ниски теситури, които съответстват на възможностите на високите, средните и ниски гласове, както и възможностите на отделните музикалните инструменти.
Думата теситура трябва да се разграничава от думата амбитус, с който се обозначава пълният диапазон на даден глас или инструмент.